# سیرسناریا پرسپولیتانا
سیرسناریا پرسپولیتانا (به انگلیسی: Circinaria persepolitana) نوعی گلسنگ از خانوادهٔ مگاسپوراسه است که بر روی سطوح سنگی تاریخی تخت جمشید در ایران شناسایی شده است.

## کشف
کشف این گلسنگ در سال ۲۰۲۴ توسط تیمی بین‌المللی از پژوهشگران ایرانی، اسپانیایی، روسی و ایتالیایی صورت گرفت و در مجله لیکنولوژیست منتشر شد.

## مشخصات
این گلسنگ دارای ساختار پوسته‌ای با سطحی زیتونی تا قهوه‌ای زیتونی است که به‌صورت شکاف‌دار یا قطعه‌قطعه دیده می‌شود. در حاشیه‌ها، آرئول‌هایی زاویه‌دار تا کشیده دارد. تحلیل‌های فیلوژنتیکی نشان می‌دهد که این گونه با منصوری (C. mansourii)، اخرایی (C. ochracea)، خزنده (C. reptans) خویشاوندی نزدیکی دارد.
مطالعات میکروسکوپی نشان داده‌اند که سیرسناریا پرسپولیتانا به‌طور مستقیم به سطح سنگ‌ها چسبیده و می‌تواند باعث تغییرات بیوفیزیکی و بیوشیمیایی در سنگ‌ها شود. این ویژگی‌ها آن را به عاملی بالقوه در تخریب زیستی آثار سنگی باستانی تبدیل می‌کند. اگرچه حضور این گلسنگ در مناطق طبیعی اطراف تخت جمشید نیز مشاهده شده، اما بیشترین تراکم آن در بخش‌های تاریخی و تزئینی این محوطه است.